# Првенство Југославије у фудбалу 1936/37.
У сезони 1936/37. је враћен лига систем такмичења. Број клубова који су учествовали је био десет. Првенство је освојио Грађански и прекинуо трогодишњу доминације БСК-а.

## Учесници првенства
- БАСК, Београд
- БСК, Београд
- 1. ХШК Грађански, Загреб
- Југославија, Београд
- Конкордија, Загреб
- Љубљана
- Славија, Осијек
- Славија, Сарајево
- Хајдук, Сплит
- ХАШК, Загреб

## Табела
| Место | Клуб             | мечева | победа | нерешених | пораза | дати голови | примљени голови | гол разлика | бодова |
| ----- | ---------------- | ------ | ------ | --------- | ------ | ----------- | --------------- | ----------- | ------ |
| 1     | 1. ХШК Грађански | 18     | 12     | 4         | 2      | 50          | 16              | +34         | 26     |
| 2     | Хајдук           | 18     | 9      | 3         | 6      | 39          | 19              | +20         | 22     |
| 3     | БСК              | 18     | 8      | 5         | 5      | 48          | 24              | +24         | 21     |
| 4     | Југославија      | 18     | 9      | 3         | 6      | 39          | 28              | +11         | 21     |
| 5     | Славија С.       | 18     | 7      | 3         | 8      | 36          | 40              | -4          | 17     |
| 6     | БАСК             | 18     | 7      | 2         | 9      | 37          | 40              | -3          | 16     |
| 7     | ХАШК             | 18     | 5      | 6         | 7      | 22          | 39              | -17         | 16     |
| 8     | Љубљана          | 18     | 6      | 3         | 9      | 21          | 40              | -19         | 15     |
| 9     | Конкордија       | 18     | 5      | 3         | 10     | 26          | 48              | -22         | 13     |
| 10    | Славија О.       | 18     | 5      | 2         | 11     | 23          | 47              | -24         | 12     |

## Освајач лиге
1. ХШК Грађански (тренер: Мартон Букови)
Емил Урх
Иван Јазбиншек
Бернард Хигл
Јозо Ковачевић
Мирко Кокотовић
Светозар Ђанић
Аугустин Лешник
Милан Антолковић
Бранко Плеше
Иван Медарић
| Првак Југославије у фудбалу 1936/37. |
| ------------------------------------ |
| 1. ХШК Грађански                     |
| Четврта титула                       |